# Girolamo di Bernardino
Girolamo di Bernardino (... – Udine, 1512 ca.) è stato un pittore italiano del Rinascimento.

## Biografia
Nacque forse in Friuli e certamente visse a Udine. È abbastanza plausibile assegnargli un alunnato presso Cima da Conegliano e anche una collaborazione con Giovanni Martini, tuttavia sono esigui i documenti che lo citano rendendo difficile la ricostruzione della sua biografia. Unica documentazione certa di un suo lavoro sono i contratti del 1511 per la decorazione a fresco di una cappella e della facciata della chiesa di Lestizza definitivamente perduti con il restauro del 1818. L'unica opera certa, e firmata «Opus Ieronimi Utinensis», è un'Incoronazione della Vergine, dipinta per la chiesa di San Francesco a Udine ed ora presso i locali Civici musei, con un insolito svolgimento del tema iconografico con il Padre Eterno che porge la corona a Maria e Gesù aleggiante come putto nella luce sopra il capo della stessa. Circa venti altre sue opere, ma soltanto attribuite, si trovano sparse i alcuni musei europei e americani.